# Isodictya frondosa
Isodictya frondosa är en svampdjursart som först beskrevs av Claude Lévi 1963.  Isodictya frondosa ingår i släktet Isodictya och familjen Isodictyidae. Inga underarter finns listade i Catalogue of Life.